# أزمة الهند وباكستان 2001-2002
تمثلت أزمة الهند-باكستان 2001-2002 بمواجهة عسكرية بين الهند وباكستان أسفرت عن حشد القوات على جانبي الحدود وعلى طول خط المراقبة في إقليم كشمير. وكانت هذه هي المواجهة العسكرية الرئيسية الثانية بين الهند وباكستان بعد التفجير الناجح للأجهزة النووية من قبل البلدين عام 1998، وكان الأول حرب الكارجيل عام 1999.
استهلت الهند عملية البناء العسكري ردًا على هجوم إرهابي على البرلمان الهندي في نيودلهي في 13 ديسمبر 2001 (قُتل فيه اثنا عشر شخصًا بمن فيهم الإرهابيون الخمسة الذين هاجموا المبنى) وادعت الهند في 1 أكتوبر 2001 أن الهجمات قد نفذتها جماعتان إرهابيتان متمركزتان في باكستان تقاتلان في كشمير الخاضعة للإدارة الهندية – منظمة لشكر طيبة وجماعة جيش محمد المدعومتان من قِبل وكالة الاستخبارات الباكستانية وهي تهمة نفتها باكستان.
في وسائط الإعلام الغربية، ركزت تغطية المواجهة على إمكانية نشوب حرب نووية بين البلدين وآثار الصراع المحتمل على «الحرب العالمية على الإرهاب» التي تقودها أمريكا في أفغانستان المجاورة. تصاعدت حدة التوتر بعد الوساطة الدبلوماسية الدولية التي أسفرت عن انسحاب أكتوبر 2002 للقوات الهندية والباكستانية من الحدود الدولية.

## تمهيد
في صباح يوم 13 ديسمبر 2001 ، هاجمت خلية مؤلفة من خمسة رجال مسلحين برلمان الهند عبر خرق التطويق الأمني عند البوابة 12. قتل الرجال الخمسة سبعة أشخاص قبل أن ترديهم قوات الأمن الهندية بالرصاص.
أدان قادة العالم وزعماء البلدان المجاورة الهجوم على البرلمان بشدة بما في ذلك باكستان. في 14 ديسمبر، ألقى التحالف الوطني الديمقراطي الحاكم في الهند باللائمة على الهجوم الذي شنتاه جماعتا لشكر طيبة وجيش محمد الباكستانيتان. صرّح وزير الداخلية الهندي لال. كريشنا. أدفاني «لقد تلقينا بعض الأدلة عن حادثة الأمس التي تبين أن بلدًا مجاورًا وبعض المنظمات الإرهابية النشطة هناك تقف وراءها» في إشارة غير مباشرة إلى باكستان والجماعات المتمركزة هناك. وفي اليوم نفسه، طالبت الهند ضمن التماس للمفوض السامي للباكستان لدى الهند، أشرف قاضي، باكستان بوقف أنشطة جماعتي لشكر طيبة وجيش محمد والقبض على قادة المنظمتين وضبط إمكانية وصولهم إلى جميع الأصول المالية. في أعقاب تصريحات الحكومة الهندية، وضعت باكستان قواتها العسكرية في حالة استعداد قتالي كامل في اليوم ذاته.
قال المتحدث باسم جناح وسائل الإعلام العامة العسكرية الباكستانية اللواء راشد قريشي أن الهجوم على البرلمان الهندي كان نتيجة لجهود الهند الرامية إلى بدء صراع مع باكستان زاعمًا أن «أولئك (الهنود) الذين يقتلون الآلاف من الناس العزل في كشمير يمكنهم اللجوء إلى هكذا أساليب لكسب التعاطف الدولي. ونحن نطالب المجتمع الدولي بالتقصي عن هذا الهجوم لمعرفة الحقيقة بصورة مستقلة». بينما أكد مسؤول كبير آخر أن فشل الهند في حل المشاكل الداخلية جعلها تلوم الباكستان على كل شيء دونما سبب ذاكرًا «لماذا رفض الهنود عرض حكومة الولايات المتحدة بإرسال فريق من مكتب التحقيقات الفيدرالي للتحقيق في الهجوم على البرلمان؟».
في 20 ديسمبر، وفي خضم نداءات من الولايات المتحدة وروسيا والأمم المتحدة لضبط النفس، قامت الهند بحشد ونشر قواتها في كشمير والبنجاب الهندية في ما كان أكبر حشد عسكري في الهند منذ صراع عام 1971. كان الاسم الرئيسي الهندي للحشد هو عملية باراكرام (أي البسالة باللغة السنسكريتية).